# Sandecja Nowy Sącz
Maillots
Le Sandecja Nowy Sącz est un club polonais de football basé à Nowy Sącz et fondé en 1910.

## Historique
- 1920 : le club est renommé Robotniczy Klub Sportowy
- 1933 : le club est renommé Kolejowy Klub Przysposobienia Wojskowego
- 1945 : le club est renommé Klub Sportowy OMTUR
- 1947 : le club est renommé Koło Sportowe Sądeckiego Oddziału ZZK
- 23 mars 1957 : le club est renommé Kolejowy Klub Sportowy
- 1963 : le club est renommé Komunikacyjny Klub Sportowy
- 27 juin 1999 : le club est renommé Miejski Klub Sportowy

## Palmarès
- Championnat de Pologne D2
  - Champion : 2017

## Quelques anciens joueurs
- Dawid Janczyk
- Piotr Świerczewski